# Babylonia (banda)
Babylonia es una banda italiana del subgénero electrónico synthpop. Los orígenes de Babylonia datan del año 1989 con un proyecto a dúo llamado Silence Gates, las intenciones iniciales del grupo eran muy simples, crear canciones propias que tengan melodías atrayentes basadas en sonidos electrónicos. En el año 1991 cambian el nombre a Mail Art y lanzan 3 EP promocionales logrando un considerable reconocimiento y mostrando ser una proyecto musical muy competente y prometedor. A mitad de la década de los 90s, los dos integrantes: Max y Lory, empezaron a trabajar junto al productor internacional Roberto Turatti del cual adquirieron muchos conocimientos sobre grabaciones profesionales en estudio. Esto les daría las herramientas necesarias para que recién en el año 2002 se constituyan como una sólida agrupación con el nuevo nombre de Babylonia, destacando también el ingreso del nuevo teclista de la banda Rob Rox. Finalmente, entre los años 2004 y 2005, Babylonia dirige por completo la grabación de su esperado álbum debut al cual llamaron “Later Tonight”. Este primer LP contiene 13 canciones que combina atractivos y melódicos sonidos con unos bien estructurados elementos sintéticos. 
La banda ha dado también importantes presentaciones junto a iconos del mundo electrónico como lo son Melotron y Client. Con su pegadizo éxito “Catch Me” y con su cautivante balada emocional “Something Epic”, los miembros de la banda empiezan a obtener acogida y atención de parte de varios medios que difunden principalmente la música synthpop. En el año 2005 firman un contrato mundial con el sello Infacted Recordings con el cual lanzarían un año más tarde una versión europea de “Later Tonight”, esta moderna edición incluiría 4 bonus tracks, entre ellos los temas inéditos “A Spreding Infection” y “Between Surviving And Living”. El resto del 2006, la agrupación italiana se dedicó a dar varias presentaciones en vivo promocionando su primer álbum y su reedición. Para el año 2007 Babylonia planea lanzar su segundo material discográfico. 
01-2010 BABYLONIA regresa y vuelve a la escena musical con un nuevo álbum MOTEL LA SOLITUDE. En esta segunda fase el lado introspectivo de la banda ve la luz del día después de 3 años de composición, grabación y producción que culminó con la producción de estudio en Studios en Milán y ayudado por el ingeniero de sonido Marco Barusso (Lacuna Coil, Cradle Of Filth y más ..) Al mismo tiempo, enérgica y melancólica, este segundo álbum es un gran paso adelante para la música de Babylonia y demuestra su capacidad para forjar baladas memorables y letras inspiradas en una manera personal y única, haciendo uso de la ópera, melodías con un circuito electrónico pero acompañado con instrumentos como guitarras, acordeones y piano.
Comprar a través de registros de Babylonia Halidon.it, Amazon.com, A Different Drum, Infacted tienda de grabaciones, Vision Music (Polonia), Música Non Stop, Ebay y en iTunes

## Miembros
- Max Guinta (Voz, Sintetizadores)
- Robbie Rox (Sintetizadores, Guitarras, Coros)
- Mr.Pot (additional live musicians)

## Discografía
- Álbumes
  - Later Tonight (2005)
  - Later Tonight V.2.0 (2006)
  - "Motel la Solitude" (2010)
  - Later Tonight + tracks inéditos, demos y versiones en vivo (2011)

- Sencillos
  - Catch Me (2005)
  - Something Epic (2005)
  - That Big Lie (2006)
  - "By My Side" (2010)
  - "Myself Into Myself" (2010)
  - "Myself Into Myself / By My Side" - THE REMIXES 12" Limited Edition - VINILO (2010)
  - "Ethereal Connection" (2011)

- Compilaciones
  - Yet Another Electro Compilation Vol.1 (2005)
  - Trax #2 Compilation (2005)
  - IBM Vol.2 Compilation (2006)
  - Gothic Compilation Part XXXII (2006)
  - Infactious Vol.2 (2006)
  - Bright Lights, Dark Room (2006)